# Underkylt regn

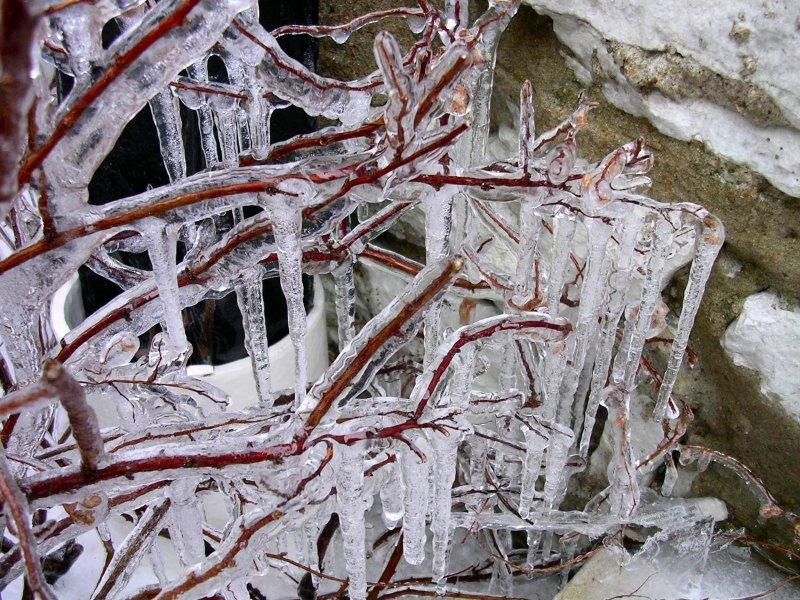
Isskorpa runt grenarna på en buske orsakad av underkylt regn.

Underkylt regn är regn som håller en temperatur under noll grader Celsius. När dropparna träffar marken eller andra föremål fryser de snabbt till så kallad glattis. Det ger en mycket svår halka, ofta kallad blixthalka. 
Underkylt regn uppstår ibland när varm luft kommer in över kallare luftområden. Regn som bildas i den varma luften faller ner och passerar genom luftlager med frysgrader nära marken. Trots minusgrader håller sig vattnet flytande i droppen, det vill säga vattnet blir underkylt. Det inträffar framför allt när vattnet är mycket rent utan några föroreningar eller partiklar som iskristallisering kan ske runt. När regndroppen träffar marken finns det mängder med kristallbildningspunkter som kristalliseringen kan starta vid och vattnet fryser snabbt till is.
Ibland kallas oegentligt även frysande regn för underkylt regn. Vid frysande regn träffar dock vanliga regndroppar mark med en temperatur under noll grader och fryser snabbt till is. Det ger också svår halka.